# Benedetto Pasquini
Benedetto Pasquini (Foligno, 17 novembre 1899 – Foligno, 23 giugno 1967) è stato un avvocato, politico e imprenditore italiano.

## Biografia
Nato a Foligno, si laureò in Giurisprudenza a Roma e dopo alcune esperienze negli Stati Uniti tornò in Italia e prese parte alla Prima Guerra Mondiale. Dai primi anni Venti iniziò la sua attività politica nelle file del Partito Popolare di Don Luigi Sturzo, divenendo poi capo della minoranza al Consiglio comunale di Foligno, membro della Giunta provinciale di Perugia, consigliere dell'Ente provinciale turismo di Perugia, commissario prefettizio del Ricovero mendicità umbro di Foligno. Fu commissario prefettizio al Comune di Foligno e poi eletto sindaco della stessa città nel 1944. Il 18 aprile 1948 fu eletto al Senato della Repubblica nel gruppo dei Democratici Cristiani dove ricoprì la carica di Senatore fino al 24 giugno 1953. 
Alla sua attività politica si associò l'attività imprenditoriale iniziata con la gestione nei primi anni Venti della Società Poligrafica Salvati di cui divenne amministratore unico nel 1929. Rilevò nel 1937 la Ditta Campitelli, altra tipografia storica folignate, e con essa i diritti a stampare il fortunato Almanacco Barbanera di cui divenne appassionato curatore ed estensore fino ai primi anni '60. Nella sua intensa attività di politico, imprenditore e stampatore, vi fu anche la presidenza della Camera di Commercio di Perugia. 